# Memoriał Ryszarda Nieścieruka 2000

## VI Memoriał im. Ryszarda Nieścieruka
VI Memoriał Ryszarda Nieścieruka odbył się 21 października 2000. Pierwszych 15 wyścigów stanowiło rywalizację wewnątrz trzech grup. Zajęcie 1. lub 2. miejsca w grupie zapewniło udział w wyścigach półfinałowych. Zdobywcy 3. miejsc oraz jeden z 4. miejsca z najlepszym dorobkiem punktowym, rozegrali wyścig barażowy, z którego dwaj pierwsi awansowali do półfinałów. Zwyciężył bezkonkurencyjny tego dnia Piotr Protasiewicz, zdobywając żużlową jawę ufundowaną przez prezesa WTS-u Ryszarda Czarneckiego.
Wyniki
- 21 października 2000 r. (sobota), Stadion Olimpijski (Wrocław). Sędzia – Marek Wojaczek.
- NCD: 68,59 sek. – Piotr Protasiewicz w wyścigu 4.

| Msc. | Zawodnik                 | Klub                  | Pkt |                 |  |
| ---- | ------------------------ | --------------------- | --- | --------------- |  |
| 1    | (1) Piotr Protasiewicz   | Polonia Bydgoszcz     | 18  | (3,3,3,3,3,3)   |  |
| 2    | (9) Piotr Winiarz        | Stal Rzeszów          | 12  | (1,1,3,3,2,2)   |  |
| 3    | (10) Robert Dados        | GTŻ Grudziądz         | 14  | (2,3,0,2,3,3,1) |  |
| 4    | (6) Sławomir Drabik      | Włókniarz Częstochowa | 9   | (3,3,0,1,2,0)   |  |
| 5    | (11) Jacek Krzyżaniak    | WTS Wrocław           | 10  | (3,1,0,3,2,1)   |  |
|      | (2) Piotr Baron          | GTŻ Grudziądz         | 8   | (2,1,2,2,1)     |  |
| 7    | (15) Bartłomiej Bardecki | Start Gniezno         | 9   | (3,3,1,2,0)     |  |
|      | (12) Dariusz Śledź       | WTS Wrocław           | 8   | (1,2,2,3,0)     |  |
| 9    | (3) Mariusz Węgrzyk      | WTS Wrocław           | 7   | (1,0,2,3,1)     |  |
| 10   | (14) Krzysztof Słaboń    | Polonia Bydgoszcz     | 6   | (2,1,2,1,0)     |  |
| 11   | (7) Piotr Świst          | Stal Gorzów           | 5   | (2,1,2,0)       |  |
| 12   | (5) Piotr Dym            | Kolejarz Rawicz       | 4   | (2,1,w,1)       |  |
| 13   | (8) Andrzej Zieja        | WTS Wrocław           | 3   | (0,0,2,1)       |  |
| 14   | (4) Michał Szczepaniak   | Iskra Ostrów          | 1   | (0,d,1,0)       |  |
| 15   | (13) Rafał Okoniewski    | Stal Gorzów           | 0   | (0,0,t,0)       |  |
| –    | (R1) Artur Bogińczuk     | WTS Wrocław           | 0   | (0)             |  |
| –    | (R2) Piotr Świderski     | WTS Wrocław           | –   | (ns)            |  |

Wyścig po wyścigu
Runda zasadnicza:
1. (68,79) Protasiewicz, Baron, Węgrzyk, Szczepaniak
2. (69,27) Drabik, Świst, Winiarz, Zieja
3. (68,90) Krzyżaniak, Słaboń, Śledź, Okoniewski
4. (68,59) Protasiewicz, Dym, Baron, Węgrzyk
5. (69,52) Drabik, Dados, Świst, Zieja
6. (69,40) Bardecki, Śledź, Krzyżaniak, Okoniewski
7. (68,64) Protasiewicz, Baron, Dym, Szczepaniak (d4)
8. (68,63) Dados, Świst, Winiarz, Drabik
9. (70,81) Bardecki, Śledź, Słaboń, Krzyżaniak
10. (69,84) Protasiewicz, Węgrzyk, Szczepaniak, Dym (w/u)
11. (69,75) Winiarz, Zieja, Drabik, Dados
12. (69,95) Krzyżaniak, Słaboń, Bardecki, Bogińczuk, Okoniewski (t)
13. (71,64) Węgrzyk, Baron, Dym, Szczepaniak
14. (71,04) Winiarz, Dados, Zieja, Świst
15. (71,03) Śledź, Bardecki, Słaboń, Okoniewski

Kolejność po wyścigach eliminacyjnych:
| Grupa A | Grupa A            | Grupa A   | Grupa A | Grupa B | Grupa B       | Grupa B   | Grupa B | Grupa C | Grupa C           | Grupa C   | Grupa C |
|         | zawodnik           | starty    | suma    |         | zawodnik      | starty    | suma    |         | zawodnik          | starty    | suma    |
| ------- | ------------------ | --------- | ------- | ------- | ------------- | --------- | ------- | ------- | ----------------- | --------- | ------- |
| 1.      | (1) P.Protasiewicz | (3,3,3,3) | 12      | 1.      | (9) P.Winiarz | (1,1,3,3) | 8       | 1.      | (15) B.Bardecki   | (3,3,1,2) | 9       |
| 2.      | (2) P.Baron        | (2,1,2,2) | 7       | 2.      | (6) S.Drabik  | (3,3,0,1) | 7       | 2.      | (12) D.Śledź      | (1,2,2,3) | 8       |
| 3.      | (3) M.Węgrzyk      | (1,0,2,3) | 6       | 3.      | (10) R.Dados  | (2,3,0,2) | 7       | 3.      | (11) J.Krzyżaniak | (3,1,0,3) | 7       |
| 4.      | (5) P.Dym          | (2,1,w,1) | 4       | 4.      | (7) P.Świst   | (2,1,2,0) | 5       | 4.      | (14) K.Słaboń     | (2,1,2,1) | 6       |
| 5.      | (4) M.Szczepaniak  | (0,d,1,0) | 1       | 5.      | (8) A.Zieja   | (0,0,2,1) | 3       | 5.      | (13) R.Okoniewski | (0,0,t,0) | 0       |

Baraż:
16. (70,68) Dados (B), Krzyżaniak (C), Węgrzyk (A), Słaboń (D)
Półfinały
17. (70,12) Protasiewicz (A), Drabik (C), Krzyżaniak (D), Bardecki (B)
18. (70,06) Dados (D), Winiarz (A), Baron (B), Śledź (C)
Finał
19. (70,38) Protasiewicz (C), Winiarz (A), Dados (D), Drabik (B)